# 副交感神經抑制劑
副交感神經抑制劑(Parasympatholytic)是一種降低副交感神經系統活動的物質或活性。（副交感神經系統通常被口語化為自主神經系統的“進食和繁殖”或“休息和消化”部分。副交感神經系統在進餐時或餐後以及身體休息時會變得很活躍。）
副交感神經抑制劑一詞通常是指藥物的作用，儘管某些毒藥也能阻斷副交感神經系統。大多數具有副交感神經抑制特性的藥物都是抗膽鹼能藥。
“擬副交感神經藥”和擬交感神經藥具有相似但不相同的作用。例如，兩者都引起瞳孔放大，但是副交感神經藥會減少视觉调节作用（睫狀肌麻痺），而擬交感神經藥則不會。

## 臨床意義
副交感神经抑制剂有时用于治疗心肌梗死或其他疾病引起的心跳过缓，以及治疗导致肺部细支气管收缩的疾病，例如哮喘。通过阻断副交感神经系统，副交感神经抑制剂可以增加心动过缓患者的心率，并扩张哮喘患者的气道并减少黏液分泌。

## 外部連結
- Overview at salisbury.edu （页面存档备份，存于）
- 醫學主題詞表（MeSH）：Parasympatholytics